# Francesca Barracciu
Francesca Barracciu (née le 11 juin 1966 à Sorgono) est une personnalité politique italienne, membre du Parti démocrate.

## Biographie
Francesca Barracciu remplace Rosario Crocetta, à la suite de son élection à la présidence de la Région sicilienne, en tant que député européen le 17 décembre 2012. Elle avait obtenu 116 844 voix en juin 2009, première des non-élus sur la liste du Parti démocrate dans la circonscription des Îles.
Au Parlement européen, elle siège au sein de l'Alliance progressiste des socialistes et démocrates au Parlement européen. Au cours de la 7e législature, elle est membre de la commission du développement régional.
Bien qu'ayant dû renoncer à se porter candidate à la région Sardaigne (elle avait remporté les primaires du Pd), elle est nommée dans le gouvernement Renzi en février 2014.